# Kiara Lylyk
Kiara Lylyk, née le 9 juin 2004 à Guelph, est une coureuse cycliste canadienne membre de l’équipe Winspace Orange Seal.

## Biographie

### Carrière

#### 2021-2024: débuts amateurs
En 2022, elle termine deuxième de la course en ligne du championnat du Canada juniors.
En 2023, elle remporte la dernière étape du Green Mountain Stage Race et termine dans le top 10 du classement général de la course.
Elle rejoint en 2024 l’équipe continentale américaine Boneshaker Project, qui fait office d’équipe de développement pour la formation française Winspace Orange Seal. Sa saison commence en Amérique centrale au Salvador où elle termine au pied du podium du Grand Prix du Salvador puis termine 3e du prologue inaugurale du Tour du Salvador. En août, elle participe au Tour de l'Avenir avec le Canada et termine 5e du classement par points.
En octobre 2024, elle signe un contrat professionnel au sein de la formation Winspace Orange Seal jusqu’en 2027. 

#### Depuis 2025: Winspace Orange Seal

##### 2025: premier Tour de France
Dorénavant en Europe, elle participe aux plus grandes compétitions du cyclisme mondiale. Sa saison 2025 débute en Espagne sur les classiques de janvier comme le Challenge de Majorque. En mars, sa campagne des classiques commencent en Belgique avec l’Omloop van het Hageland où elle termine 11e, au pied du top 10. Elle participe ensuite notamment à la Flèche wallonne et à l’Amstel Gold Race avec un rôle d’équipière. En mai, elle se classe à la 6e position du Grand Prix du Morbihan. Ensuite, elle participe au Tour de Burgos et au Tour international des Pyrénées avant de remporter le maillot blanc du Tour du Portugal et termine 7e du classement général en juillet. Quelques jours plus tard, elle prend le départ de son premier Tour de France,.

## Palmarès sur route

### Par année
- 2022
  - 2e du championnat du Canada sur route juniors
- 2023
  - 4e étape du Green Mountain Stage Race

### Résultats sur les grands tours

#### Tour de France
1 participation :
- 2025 : 116e

### Classements mondiaux
| Année                                 | 2024 |
| ------------------------------------- | ---- |
| Classement UCI                        | 196e |
|                                       |      |
| Légende : nc = non classéSource : UCI |      |